# La Mandore
Pour les articles homonymes, voir Mandore.
La Mandore est une peinture à l'huile  réalisée par l'artiste français Georges Braque entre 1909 et 1919, reconnue comme un chef-d'œuvre du cubisme analytique et exposée à la galerie Tate Modern de Londres.
Elle présente un instrument à cordes, la mandore, et son sujet est typique de l'intérêt des peintres cubistes pour la représentation des instruments de musique. Braque a expliqué son propre intérêt : « En premier lieu parce que j'étais entouré par eux, et en second lieu parce que leur plasticité, leurs volumes, se rapportaient à ma conception particulière de la nature morte. »